# Porta Vecchia (Grosseto)
Porta Vecchia è la più antica porta delle mura di Grosseto, ed è situata all'angolo meridionale della cinta.
Insieme al Cassero Senese, è uno dei pochi elementi architettonici conservati dell'antica cerchia muraria medievale, sopravvivendo ai lavori di ricostruzione fatti eseguire dai Medici nella seconda metà del XVI secolo.

## Storia
La porta risale al XIV secolo e costituiva l'accesso meridionale alla città delle mura medievali di Grosseto; era detta Porta Cittadina, nome che la tradizione locale faceva risalire al capitano del popolo Lambertesco Cittadini. La porta era munita di un cassero, una fortificazione turrita a scopo difensivo. Nel corso del XVI secolo, quando i Medici fecero erigere le nuove fortificazioni della città (1565-1593), la porta fu mantenuta e inglobata nelle mura medicee. Ridenominata Porta Reale, fu l'unico accesso alla città per oltre due secoli, punto nodale verso cui convergevano tutte le strade; solo nel 1755 fu aperto un secondo accesso con la Porta Nuova, posta all'estremità settentrionale.
Tra il 1848 e il 1850 vennero completati i lavori di smilitarizzazione delle mura difensive, con la trasformazione delle cortine e dei camminamenti in giardini pubblici. Nel 1854 fu abbattuta la torre di avvistamento medievale che sovrastava la porta e nel 1882 venne asportato l'orecchione sinistro del bastione Cavallerizza per aprire maggiore spazio nell'area antistante la porta. Tale intervento, ricordato da una lapide posta sulle mura esterne del bastione, fu voluto dal prefetto Stefano De Maria di Casalnuovo, al quale venne anche intitolata la piazza fuori Porta Vecchia.
L'area a sud della città, tra la Porta Vecchia e l'Ombrone, dalla fine del XIX secolo ha visto sorgere il primo sobborgo al di fuori delle mura cittadine, il cosiddetto "Sobborgo di Porta Vecchia".

## Descrizione

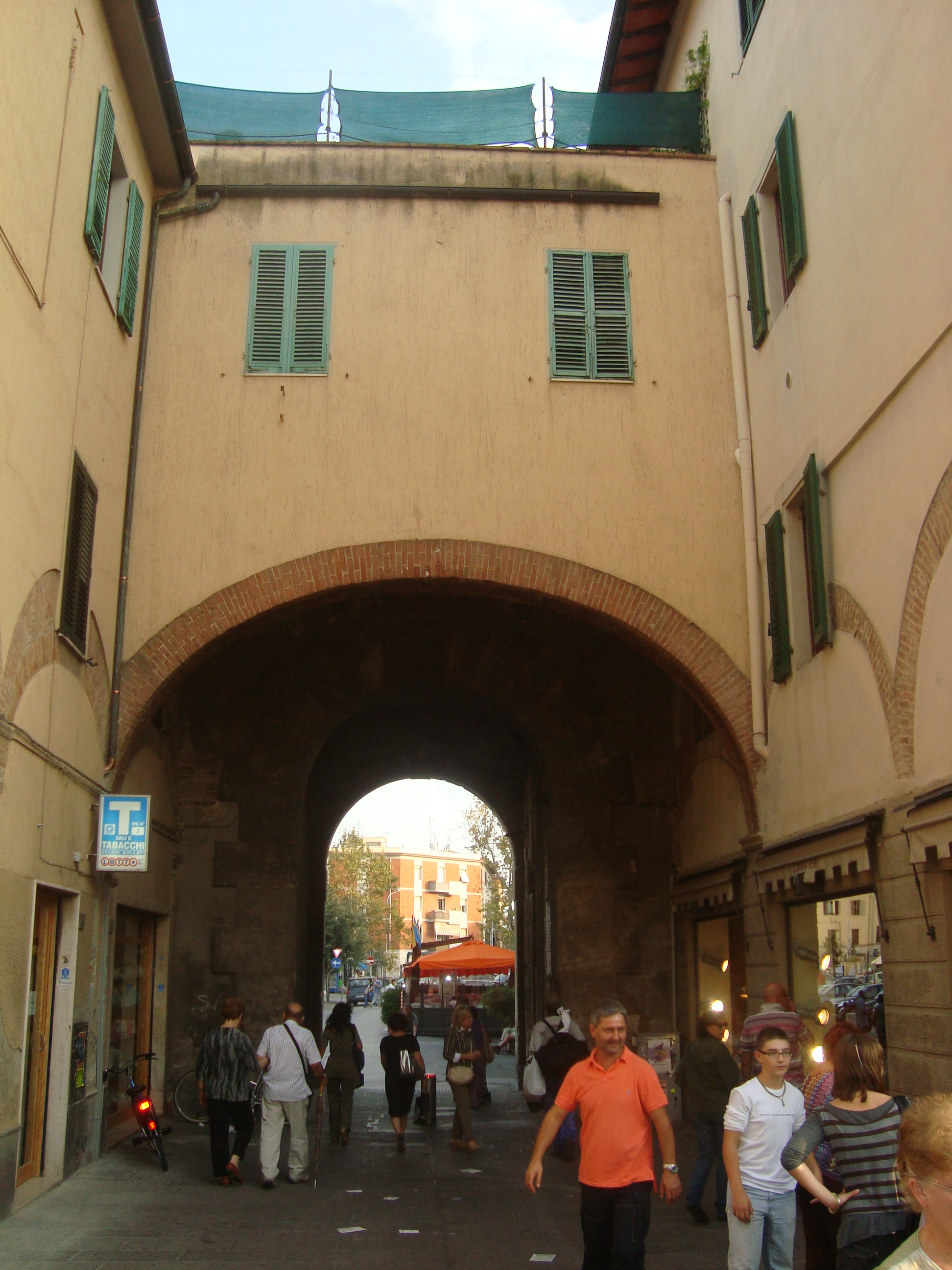
Porta Vecchia da dentro le mura

Porta Vecchia si apre lungo il lato sud-orientale delle mura di Grosseto, sul fianco destro del bastione Cavallerizza, lungo il tratto della cinta muraria che collega il suddetto baluardo al bastione Maiano. Provenendo dall'esterno, attraverso la porta si accede al centro storico immettendoci nella piazza del Sale.
Porta Vecchia si presenta come una doppia porta di accesso attraverso le mura, caratterizzata sul lato esterno da un arco a tutto sesto rivestito in travertino e sovrastato da un più antico arco a sesto acuto, la cui sommità fu tagliata durante i lavori del 1854 che portarono all'abbattimento dell'antica torre di avvistamento medievale.
Sotto la porta sono posizionate due lapidi, una in memoria dei partigiani caduti nella liberazione della città e un'altra in ricordo dell'assedio di Grosseto del 1328; quest'ultima contiene però un errore, in quanto attribuisce a Bino degli Abati del Malia, deceduto circa dieci anni prima, la difesa della città.